# La República de les Lletres
La República de les Lletres, subtitulada «quaderns de literatura, arts i política», fue una revista trimestral en lengua catalana, de orientación republicana y antimonárquica, que se publicó en Valencia entre julio de 1934 y junio de 1936. Su contenido comprendía poemas, narraciones, artículos y ensayos sobre temas políticos, históricos, literarios y artísticos, y reseñas de novedades bibliográficas.
Promovida por Miquel Duran de València, fue dirigida por Enric Navarro i Borràs, y acogió colaboraciones de Carles Salvador, los hermanos Martínez Ferrando (Daniel, Eduard y Ernest), Gabriel Alomar, Joaquín Casas Carbó, Lluís Guarner, Enric Duran i Tortajada, Adolf Pizcueta, Carles Grandó, Martí de Riquer, Pascual Pla y Beltrán, Francesc Bosch i Morata, Vicente Calvo Acacio, Eduard López-Chávarri, Francesc Almela i Vives, Manuel Folguera, Emili Gómez Nadal, Nicoau Primitiu, Enric Soler i Godes, Jordi Valor y Enric Valor, entre otros. Los ocho números que imprimió (excepto el 7, monográfico dedicado a la figura de Teodor Llorente) tenían la cubierta ilustrada con un grabado de Josep Renau.
Las ideas y propuestas que recorren sus páginas reflejan la enorme efervescencia política de aquellos años y la voluntad colectiva de normalización de la cultura valenciana, cuando el triunfo electoral del Frente Popular presagiaba condiciones favorables para las culturas nacionales del Estado español y la posibilidad de los estatutos de autonomía. En el editorial del primer número propugnaba la creación de una Confederación de Repúblicas Literarias de Iberia, en la que Cataluña, Valencia, Mallorca (Baleares) y el Rosellón se habrían de unir en una República Literaria Federativa de la Lengua Catalana:
| «Catalunya, València, Euzcadi, Galícia, són Espanya, són Ibèria, però no són, ni seran mai, Castella. En el decurs de més de dos segles, i encara en l’actualitat, Espanya ha estat sotmesa a l’idioma, a la cultura, a la política i als designis de Castella. En tant Espanya continuï essent absolutament Castella —i una Castella unitarista i unificadora, dominadora, monàrquica o monarquitzant— Catalunya, València, Euzcadi, Galícia, no seran mai Espanya. És un crim contra Natura voler sotmetre a un sol idioma i una sola cultura pobles diversos, amb llengua i cultura pròpies. […] Castella, l’Espanya castellanitzada i unitària, ha provat ja que és incapaç de realitzar la gran obra de la col·laboració harmònica dels pobles d’Ibèria.» | «Cataluña, Valencia, Euzcadi, Galicia, son España, son Iberia, pero no son, ni serán nunca, Castilla. En el decurso de más de dos siglos, y aún en la actualidad, España ha estado sometida al idioma, a la cultura, a la política y a los designios de Castilla. En tanto España continue siendo absolutamente Castilla —y una Castilla unitarista y unificadora, dominadora, monárquica o monarquizante— Cataluña, Valencia, Euzcadi, Galicia, no serán nunca España. Es un crimen contra Natura querer someter a un solo idioma y una sola cultura a pueblos diversos, con lengua y cultura propias. […] Castilla, la España castellanizada y unitaria, ha probado ya que es incapaz de realizar la gran obra de la colaboración armónica de los pueblos de Iberia.» |